# Iramuco, Salvador Escalante
Iramuco är en ort i Mexiko.   Den ligger i kommunen Salvador Escalante och delstaten Michoacán de Ocampo, i den södra delen av landet, 270 km väster om huvudstaden Mexico City. Iramuco ligger 2 206 meter över havet och antalet invånare är 403.
Terrängen runt Iramuco är kuperad. Runt Iramuco är det ganska tätbefolkat, med 78 invånare per kvadratkilometer. Närmaste större samhälle är Pátzcuaro, 16,7 km nordost om Iramuco. I omgivningarna runt Iramuco växer huvudsakligen savannskog.